# مال‌امیری حاج‌سعادت‌کرم
مال‌امیری حاج‌سعادت‌کرم، روستایی از توابع بخش بیستون شهرستان هرسین در استان کرمانشاه ایران است.

## جمعیت
این روستا در دهستان چمجمال قرار دارد و براساس سرشماری مرکز آمار ایران در سال ۱۳۸۵، جمعیت آن ۱۱۱ نفر (۲۵خانوار) بوده‌است.